# Didier Eribon

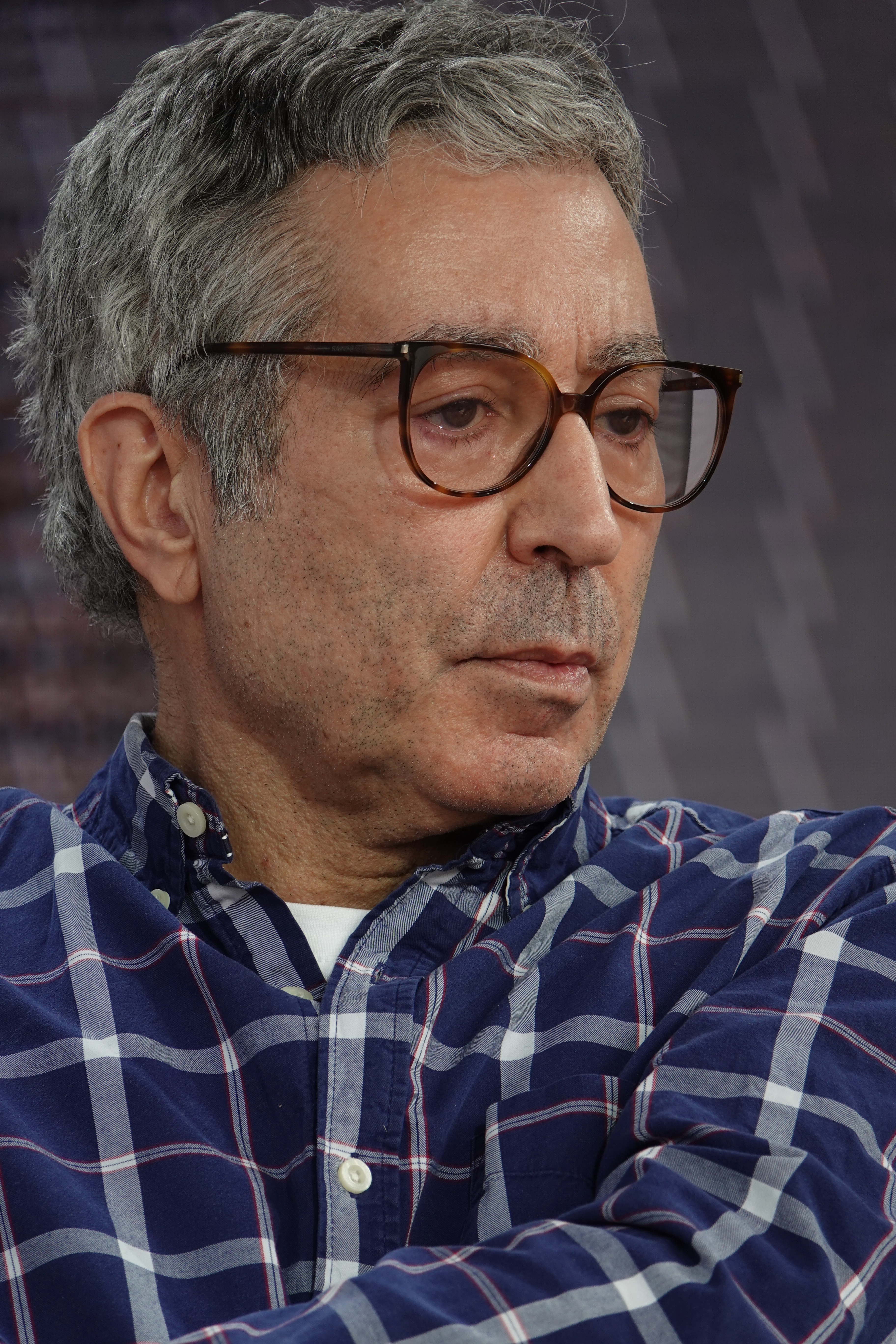
Didier Eribon 2024

Didier Eribon (* 10. Juli 1953 in Reims) ist ein französischer Journalist, Autor, Soziologe und Philosoph. Zu seinen Hauptwerken gehört das autobiographische Buch Rückkehr nach Reims von 2009, das 2016 auch im deutschsprachigen Raum zum Bestseller avancierte.
Seine akademische Karriere ist vor allem mit der École des hautes études en sciences sociales (EHESS) in Paris sowie dem Dartmouth College in den Vereinigten Staaten verknüpft.

## Leben und Wirken
Eribon wurde 1953 in Reims geboren. Seine Mutter arbeitete als Putzfrau, der Vater war Fabrikarbeiter. In seiner Familie wählten alle, so erzählt er später, zunächst die Kommunistische Partei. In seinem autobiografischen Werk Rückkehr nach Reims aus dem Jahr 2009 (auf Deutsch 2016 erschienen) erinnert er sich an Reims „als Stadt der Beleidigung“ und an seine dortige Existenz als die eines Arbeiterkindes, das seine Homosexualität entdeckte und deshalb geschmäht wurde.
Eribon gelang es, zum Hochschulstudium zugelassen zu werden, und er studierte Philosophie zunächst in Reims, dann in Paris. Er wollte Gymnasiallehrer werden, scheiterte jedoch und beendete auch seine Dissertation nicht. So begann er als Journalist über Philosophie und Literatur zu schreiben. Von der linksgerichteten Tageszeitung Libération wechselte er zum Wochenmagazin Le Nouvel Observateur. Dabei wandte er sich zunehmend Themen der Geschichte schwulen Lebens und schwuler Subjektivität zu, doch verstand er seine journalistische Tätigkeit vor allem als Broterwerb, um sich das Verfassen von Büchern erlauben zu können.
Von 1998 bis 2004 gab er ein Seminar an der École des hautes études en sciences sociales in Paris über Queer Studies im In- und Ausland, zu dem er neben französischen Denkern wie Pierre Bourdieu und Michel Tort bedeutende amerikanische Stimmen, etwa Judith Butler, George Chauncey, Leo Bersani, Michael Warner, Michael Lucey und Carolyn Dinshaw, einlud. Damit trug er dazu bei, das junge Studiengebiet in Frankreich zu etablieren. Im Jahr 2009 erhielt Eribon eine Professur an der Université de Picardie Jules Verne in Amiens, die er bis 2017 ausübte. Außerdem hatte er Gastprofessuren an der University of California in Berkeley und dem Institute for Advanced Study in Princeton. Im Jahr 2021 war er Gastprofessor am Lehrstuhl für französische Literatur der Eidgenössischen Technischen Hochschule Zürich.
Eribon verfasste zahlreiche Bücher, darunter Gesprächs- und Interviewbände mit Georges Dumézil, Claude Lévi-Strauss und Ernst Gombrich. 1989 veröffentlichte er eine viel beachtete und seither in zahlreichen Auflagen und Übersetzungen erschienene Biografie Michel Foucaults. Daniel Defert, Lebensgefährte Foucaults, urteilte: „Für meinen Geschmack war [sie] zu sehr die Geschichte Foucaults als Akademiker“, hingegen zeige sie nicht, wer er wirklich war. Eribon habe „die fantastischen und leidenschaftlichen Aspekte“ von Foucaults Leben ausgeblendet.
2009 erschien in Frankreich sein autobiografisch geprägter „nonfiktionaler Roman“ Rückkehr nach Reims über seine Kindheit in einem vorwiegend kommunistischen Arbeiterviertel in Reims. Das Buch fand im deutschsprachigen Raum nach seiner Übersetzung (2016) ein lebhaftes Echo. Es wurde breit rezipiert und erschien in mehreren Auflagen. Der Dramatiker Falk Richter betitelte eine Szene seines Stückes Verräter. Die letzten Tage nach Eribons Rückkehr nach Reims und ließ darin die Figur Daniel eine längere Passage des Buches (Seite 139–140) vorlesen. Eine Bühnenfassung von Rückkehr nach Reims wurde am 24. September 2017 an der Schaubühne am Lehniner Platz in Berlin unter der Regie von Thomas Ostermeier uraufgeführt.
Eribon stellt Rückkehr nach Reims teilweise in die Tradition Pierre Bourdieus, mit dem ihn eine langjährige Freundschaft verband. Dazu äußerte er im September 2016: „Ich habe mich schon immer für die Geschichten der sozialen Klassen und sozialen Unterschiede in der Gesellschaft und das Reproduzieren sozialer Klassen interessiert. Zum Beispiel durch das Schulsystem.“ In Teil III (Kapitel 2) schildert Eribon, wie sich insbesondere seine Mutter seit Anfang der 1980er Jahre von der kommunistischen Partei, später auch von der kommunistischen Gewerkschaft CGT ab- und dem rechtspopulistischen Front National zugewandt habe. Er resümiert:

„Mit der Entscheidung für linke Parteien wählte man gewissermaßen gegen seinen unmittelbaren rassistischen Reflex an, ja gegen einen Teil des eigenen Selbst, so stark waren diese rassistischen Empfindungen. […] Außerhalb des engsten Familienkreises fühlte man sich verpflichtet, rassistische Äußerungen zurückzunehmen. […] Der von den «französischen» populären Klassen geteilte ‚Gemeinschaftssinn‘ wandelte sich von Grund auf. Die Eigenschaft, Franzose zu sein wurde zu seinem zentralen Element und löste als solches das Arbeitersein oder Linkssein ab.“

Der Text gilt als „Schlüsselwerk zum Verständnis der gesellschaftlichen Gegenwart“.
Mit dem Buch Gesellschaft als Urteil. Klassen, Identitäten, Wege, das 2013 auf Französisch und 2017 auf Deutsch herauskam, schließt Eribon an Rückkehr nach Reims an, indem er sich weiterhin mit dem Konzept der Klasse beschäftigt. Unter anderem setzt er sich mit Pierre Bourdieu und Michel Foucault als Soziologen sowie Annie Ernaux, Simone de Beauvoir, Jean Paul Sartre, Assia Djebar, Marcel Proust und Paul Nizan als Schriftstellern auseinander. Er greift erneut den Begriff der Scham auf und beschreibt seine Verbindung zu Bourdieu, insbesondere bezogen auf dessen Werk Die feinen Unterschiede, als Prozess der „Selbstanalyse“ zur Überwindung der „sozialen Scham“. Foucaults Arbeit Wahnsinn und Gesellschaft beeinflusste ihn gleichermaßen, was die Bewältigung der „sexuellen Scham“ betrifft – in beiden Fällen mit dem Ziel der Veränderung des Selbst und seiner Umgebung. Während er Bourdieu überwiegend positiv, doch mitunter auch kritisch rezipiert, ist sein häufiger Bezug auf Annie Ernaux durchweg anerkennend.
Bereits vor Rückkehr nach Reims und dem Folgeband Gesellschaft als Urteil erschien 2005 Échapper à la psychanalyse, eine kritische Auseinandersetzung mit der Psychoanalyse (unter dem Titel Der Psychoanalyse entkommen 2017 auf Deutsch erschienen). Dabei handelt es sich um die erweiterte Fassung eines Vortrags, den Eribon 2003 an der Universität Berkeley im Rahmen eines Kolloquiums (an dem u. a. auch Judith Butler teilnahm) gehalten hat. Anhand der Texte Roland Barthes’ (Fragmente einer Sprache der Liebe) (franz. 1977) und Foucaults (Sexualität und Wahrheit, Bd. 1: Der Wille zum Wissen) (franz.: 1976) entwickelt er scharf formulierte Thesen gegen den infolge der 68er-Bewegung verbreiteten Freudo-Marxismus und betont die Bedeutung von „Liebe“ und „Sexualität“ in verschiedenen Zusammenhängen. Auch die Queer-Theorie sei zu stark vom Gedankengut Sigmund Freuds und Jacques Lacans beeinflusst. Seine Schrift versteht er als Manifest gegen die Normativität der Psychoanalyse.
In einem Interview mit dem Titel Der Zeitgeist ist faschistoid mit dem Publikationsorgan der Bundeszentrale für politische Bildung weist er im März 2017 auf die unterschiedliche historische Entwicklung in Frankreich und Deutschland seit 2009 hin.
Bei der französischen Präsidentschaftswahl 2017 stimmte Eribon nach eigener Aussage im ersten Wahlgang für den Kandidaten der extremen Linken, Jean-Luc Mélenchon. Wenige Tage zuvor hatte er Mélenchon in einem Essay für die FAZ noch als „Linkspopulisten“ bezeichnet und betont, den vielfältigen Formen der Herrschaft müssten heterogene Formen des Widerstands entgegengesetzt werden. Das linke Denken könne im Geist von ’68 erneuert werden. Im zweiten Wahlgang sprach sich Eribon – aus Enttäuschung über die Haltung der beiden verbliebenen Kandidaten zur sozialen Gerechtigkeit – für einen Wahlboykott aus. Gegenüber der Süddeutschen Zeitung erklärte er dies folgendermaßen: „Wer Macron wählt, wählt Le Pen“, die nach enttäuschenden Jahren unter Macron bei den nächsten Wahlen vorn liegen würde. Das Phänomen, dass frühere Linke jetzt für die Rechten votierten, finde sich in ganz Europa. Schröder und Blair hätten den Neoliberalismus adaptiert und vorangebracht und somit „die Grundsätze von Sozialismus und Sozialdemokratie verraten“.
Auch auf der Frankfurter Buchmesse 2017, deren Partnerland Frankreich war, wandte er sich entschieden gegen Macrons „Neoliberalismus“ und blieb der Eröffnungsveranstaltung demonstrativ fern. Während der Messe trat er mehrmals auf, so zu Gesprächen mit Nils Minkmar und Annie Ernaux. Mit Ernaux diskutierte er über autobiografische Elemente in ihrer beider Werk. Das Literarische Colloquium Berlin war zudem am 16. Oktober Gastgeber einer Lesung Eribons und Édouard Louis’.
Die meisten Rezensionen der Werke Eribons fielen in Deutschland 2016/17 positiv aus, doch gab es auch kritische Stimmen, insbesondere zu seinen politischen Aussagen. Olaf Scholz soll Eribon gelesen und mit seinen Thesen 2021 den Wahlkampf der SPD geprägt haben. Die Spaltung der deutschen Linken im Vorfeld der BSW-Gründung soll wesentlich durch Eribons Schriften angestoßen worden sein. Eribon kommentierte dies jedoch mit: „Entweder Wagenknecht hat mich falsch verstanden oder sie instrumentalisiert mich.“ Es sei nicht seine Absicht gewesen, die soziale Frage gegen Minderheiten oder Klimaschutz auszuspielen.
2018 wurde sein 2016 erschienenes Werk Principes d'une pensée critique unter dem Titel Grundlagen eines kritischen Denkens veröffentlicht. Mit Vie, vieillesse et mort d'une femme du peuple (deutscher Titel 2024 Eine Arbeiterin. Leben, Alter und Sterben) veröffentlichte Eribon 2023 ein Buch über den Tod seiner Mutter. Darin reflektiert er biografische Begebenheiten auch in politischer wie philosophischer Hinsicht. Dabei setzt er sich, ausgehend von dem Schicksal seiner Mutter, mit den gesellschaftlichen Problemen von pflegebedürftigen Menschen auseinander.
Eribon lebt in Paris. Sein Lebenspartner ist der Philosoph Geoffroy de Lagasnerie. Die beiden verbindet eine enge Freundschaft mit Édouard Louis, worüber Lagasnerie 2023 ein Buch veröffentlichte.

## Auszeichnungen (Auswahl)
- 2008: Brudner Prize (Rückgabe am 19. Mai 2011)[33]
- 2024: Prix de l'Académie de Berlin[34][35]

## Werke

### Schriften
- (mit Georges Dumézil): Entretiens avec Didier Eribon. Gallimard, Paris 1987. ISBN 2-07-032398-6.
- Michel Foucault (1926–1984). Flammarion, Paris 1989. ISBN 2-08-064991-4. 3., durchgesehene und erweiterte Aufl. 2011. ISBN 978-2-08-121800-0.
  - dt.: Michel Foucault. Eine Biographie, übersetzt von Hans-Horst Henschen. Suhrkamp Verlag, Frankfurt am Main 1991. ISBN 3-518-40335-4.
- (mit Ernst H. Gombrich): Ce que l'image nous dit. Entretiens sur l'art et la science. Biro, Paris 1991. ISBN 2-87660-134-6.
  - dt.: Die Kunst, Bilder zum Sprechen zu bringen. Ein Gespräch mit Didier Eribon, übersetzt von Joachim Kafka. Klett-Cotta, Stuttgart 1993. ISBN 3-608-93187-2.
- (mit Claude Lévi-Strauss): De près et de loin. Jacob, Paris 1988. ISBN 2-7381-0039-2.
  - dt.: Das Nahe und das Ferne. Eine Autobiographie in Gesprächen, übersetzt von Hans-Horst Henschen. S. Fischer Verlag, Frankfurt am Main 1989. ISBN 3-10-021405-6.
- Faut-il brûler Dumézil? Mythologie, science et politique, Flammarion, Paris 1992. ISBN 2-08-066709-2.
- Michel Foucault et ses contemporains. Fayard, Paris 1994. ISBN 2-213-59336-1.
  - dt.: Michel Foucault und seine Zeitgenossen, übersetzt von Michael von Killisch-Horn. Boer, München 1998. ISBN 3-924963-82-7.
- (als Hrsg.): Les études gay et lesbiennes. Paris 1998. ISBN 2-85850-956-5.
- Réflexions sur la question gay. Fayard, Paris 1999. ISBN 2-213-60098-8.
  - engl.: Insult and the Making of the Gay Self, übersetzt von Michael Lucey. Duke University Press, Durham 2004. ISBN 978-0-8223-3371-5.
  - dt.: Betrachtungen zur Schwulenfrage, aus dem Französischen von Achim Russer und Bernd Schwibs. Suhrkamp, Berlin 2019, ISBN 978-3-518-58740-9.
- Papiers d'identité. Interventions sur la question gay. Fayard, Paris 2000. ISBN 2-213-60576-9.
- Une morale du minoritaire. Variations sur un thème de Jean Genet. Fayard, Paris 2001. ISBN 2-213-60918-7.
- Hérésies. Essais sur la théorie de la sexualité. Fayard, Paris 2003. ISBN 2-213-61423-7.
- (als Hrsg.): Dictionnaire des cultures gays et lesbiennes. Larousse, Paris 2003. ISBN 2-03-505164-9.
- Sur cet instant fragile… Carnets, janvier-août 2004. Fayard, Paris 2004. ISBN 2-213-62279-5.
- Echapper à la psychanalyse. Editions Léo Scheer, Paris 2005. ISBN 2-915280-93-2.
  - dt.: Der Psychoanalyse entkommen, übersetzt von Brita Pohl. Turia + Kant, Wien 2017, ISBN 978-3-85132-872-1.
- D'une révolution conservatrice et de ses effets sur la gauche française. Editions Léo Scheer, Paris 2007. ISBN 978-2-7561-0082-1.[36]
- Retour à Reims. Fayard, Paris 2009. ISBN 978-2-213-63834-8.
  - dt.: Rückkehr nach Reims, übersetzt von Tobias Haberkorn. Suhrkamp, Berlin 2016. ISBN 978-3-518-07252-3.
    - dt.: Auszug aus Rückkehr nach Reims: Klassen, in der Anthologie: BLAU WEIß ROT. Frankreich erzählt. Hrsg.: Olga Mannheimer, dtv, München 2017, ISBN 978-3-423-26152-4, S. 77–84.
- De la subversion. Droit, norme et politique. Cartouche, Paris 2010. ISBN 978-2-915842-66-1.
- Retours sur Retour à Reims. Cartouche, Paris 2011, ISBN 978-2-91584287-6.
- La société comme verdict. Classes, identités, trajectoires, Paris 2013.
  - dt.: Gesellschaft als Urteil. Klassen, Identitäten, Wege, übersetzt von Tobias Haberkorn. Suhrkamp, Berlin 2017, ISBN 978-3-518-07330-8.
- Théories de la littérature. Système du genre et verdicts sexuels. PUF, Paris 2015. ISBN 978-2-13-065100-0.
  - dt.: Theorien der Literatur. Geschlechtersystem und Geschlechtsurteile, übersetzt von Christian Leitner. Passagen Verlag, Wien 2019, ISBN 978-3-7092-0350-7.
- Principes d'une pensée critique. Fayard, Paris 2016, ISBN 978-2-213-70132-5.
  - dt.: Grundlagen eines kritischen Denkens, übersetzt von Oliver Precht. Turia + Kant, Wien/Berlin 2018. ISBN 978-3-85132-896-7.
- Écrits sur la psychanalyse, Fayard, Paris 2019.
- Vie, vieillesse et mort d'une femme du peuple, Flammarion, Paris 2023.
  - dt.: Eine Arbeiterin. Leben, Alter und Sterben. Aus dem Französischen von Sonja Finck. Suhrkamp, Berlin 2024. ISBN 978-3-518-43175-7.

### Interviews und Artikel
- Heinz-Norbert Jocks: Im Gespräch mit Didier Eribon: „Philosophische Überlegungen zur Schwulenfrage'“, In: Kunstforum International Bd. 154, Der homoerotische Blick, 2010, S. 95–105.
- Urs Urban: „La résistance est première. Penser contre les pouvoirs, contre les conformismes, contre les évidences.“ Entretien avec Didier Eribon. In: Lendemains. Heft 141, Nr. 1. Gunter Narr, Tübingen, 2011, S. 109–127, archiviert vom Original am 22. Februar 2017 (französisch).[37]
- Felix Stephan: Didier Eribon: „Ihr könnt nicht glauben, ihr wärt das Volk“. In: Zeit Online. 4. Juli 2016.
- Jan Feddersen: Didier Eribon zur Krise der Linken: „Ihr seid nicht das Volk“. In: taz.de. 23. September 2016.
- Charlotte Noblet (Text), Anne-Charlotte Compan (Fotos): Didier Eribon: „Der Zeitgeist ist faschistoid“. In: bpb:magazin. 1/2017, 22. März 2017.
- Didier Eribon: Frankreich im Wahljahr: Ein neuer Geist von ’68. In: faz.net. 18. April 2017, archiviert vom Original am 20. April 2017.
- René Aguigah: Didier Eribon: „Gesellschaft als Urteil.“ Macron „ist nicht mein Präsident“. Didier Eribon im Gespräch. (mp3-Audio; 25 MB; 27 Minuten) In: Deutschlandfunk-Kultur-Sendung „Das blaue Sofa“. 11. Oktober 2017, archiviert vom Original am 23. Oktober 2017.
- Andreas Tobler: Interview mit Didier Eribon: „Ich war der einzige, der meiner Mutter im Altersheim zuhörte“. In: Tages-Anzeiger. 29. April 2019.

## Theateradaption
- 2017: Rückkehr nach Reims nach Didier Eribon, Regie: Thomas Ostermeier. Manchester International Festival / Schaubühne am Lehniner Platz, Berlin (Einladung zum Berliner Theatertreffen 2018)[38]

## Rezensionen

### Rückkehr nach Reims
- Dirck Linck: Die Politisierung der Scham. Didier Eribons „Rückkehr nach Reims“. In: Merkur. Jg. 70, 9, 2016, Nr. 808, S. 34–47, archiviert vom Original am 16. Januar 2017.
- Rüdiger Schaper: „Rückkehr nach Reims“ von Didier Eribon: Die Vergangenheit schlägt zurück. In: Tagesspiegel. 2. Januar 2017.
- Rudolf Walther: Debatte „Rückkehr nach Reims“: Vom Feuilleton verwurstet. In: taz.de. 21. Februar 2017.
- Onur Erdur: Rezension zu: D. Eribon: Rückkehr nach Reims. In: H-Soz-Kult. 31. März 2017.

### Gesellschaft als Urteil
- Alexander Camman: Didier Eribon und Geoffroy de Lagasnerie. Immer schön kritisch. In: Zeit Online. 9. Oktober 2017, archiviert vom Original am 1. Mai 2024.
- Tania Martini: Neues Buch von Didier Eribon. „Scared gay kid“. In: taz.de. 10. Oktober 2017.
- Oliver Nachtwey: „Gesellschaft als Urteil“ von Didier Eribon: Didier Eribon und die Kraft der Scham. In: Sueddeutsche.de. 10. Oktober 2017.
- René Scheu: Denkt so ein Arbeiterkind? In: NZZ.ch. 25. November 2017.
- Daniel Hackbarth: Sachbuch: Das Profane ist politisch. In: woz.ch. Nr. 49, 7. Dezember 2017.
- Angela Gutzeit: Neue Bücher von Didier Eribon – Der sanfte Rebell. In: Deutschlandfunk-Sendung „Büchermarkt“. 13. Dezember 2017.
- Gregor Ritschel: Rezension zu: Didier Eribon: Gesellschaft als Urteil. Klassen, Identitäten, Wege, Suhrkamp, Berlin 2017. In: Berliner Debatte Initial, Heft 4/2017, S. 168–171.
- Dominik Kamalzadeh: Didier Eribon: Ein Motor gegen die Unterwerfung. In: derStandard.at. 6. Januar 2018.